# Medín (El Pino)
Medín (llamada oficialmente Santo Estevo de Medín) es una parroquia española del municipio de El Pino, en la provincia de La Coruña, Galicia.

## Entidades de población
Entidades de población que forman parte de la parroquia:
- Torre (A Torre)
- Gradamil
- Lardeiros de Medín
- Barral (O Barral)
- Couto Pequeno (O Couto Pequeno)
- Cerdeira
- Cimadevila
- Setas
- Sobrado
- Cabaleiros
- O Porto Outeiro

## Demografía
| Gráfica de evolución demográfica de Medín entre 2000 y 2019 |
|                                                             |
| Datos según el nomenclátor publicado por el INE.            |

## Monumentos
La iglesia de San Esteban se encuentra en la aldea de A Torre.

## Dotaciones
En Medín hay un parque llamado Ponte da Pedra, en el que hay un estanque con un molino. Esto antes era muy visitado por todos los turistas y vecinos, pero con los años dejó de visitarse y de limpiar, con lo que ahora ni el estanque ni el molino se usan.